# 克一河镇
克一河镇，是中华人民共和国内蒙古自治区呼伦贝尔市鄂倫春自治旗下辖的一个乡镇级行政单位。

## 行政区划
克一河镇下辖以下地区：
诺敏山社区、霍都奇社区、兴安社区和斯木科村。